# Olabisi Afolabi
Olabisi Afolabi (* 31. Oktober 1975 in Ilorin) ist eine nigerianische Sprinterin, die hauptsächlich im 400-Meter-Lauf antrat.
Auf ihrer Spezialstrecke wurde sie 1994 in Lissabon Juniorenweltmeisterin. Bei den Afrikaspielen gewann sie 1995 in Harare die Bronzemedaille und 1999 in Johannesburg die Silbermedaille. Außerdem nahm sie in den Jahren 1995, 1997, 1999 und 2003 an den Leichtathletik-Weltmeisterschaften teil und erreichte dabei dreimal die Halbfinalrunde. Bei den Olympischen Spielen 2000 in Sydney scheiterte sie in den Vorläufen.
Den größten Erfolg ihrer Karriere feierte sie mit der nigerianischen 4-mal-400-Meter-Staffel bei den Olympischen Spielen 1996 in Atlanta. Gemeinsam mit Fatima Yusuf, Charity Opara und Falilat Ogunkoya gewann sie in 3:21,04 min die Silbermedaille hinter dem Quartett der Vereinigten Staaten und vor der deutschen Staffel.
Olabisi Afolabi hat bei einer Körpergröße von 1,75 m ein Wettkampfgewicht von 62 kg.

## Bestleistungen
- 200 m: 23,77 s, 29. Juni 2003, Mailand
- 400 m: 50,30 s, 22. Juli 2000, Lagos